# Casa de los Faramazov
La casa de los Faramazov (en azerí: Fərəməzovların evi) es un monumento histórico-arquitectónico ubicado en Shusha, Azerbaiyán. Era la vivienda de una familia de comerciantes, los Faramazov, de donde toma su nombre.

## Características arquitectónicas
Los locales comerciales están ubicados en el primer piso de la propiedad, que refleja los rasgos característicos de las antiguas casas mercantiles de Shusha.
Los muros de la casa son de una mezcla de piedra y mortero de cal-arcilla, y los muros se recubren con dicho mortero, lo que le da un color especial a la fachada del edificio; en el primer piso, la fachada del edificio tiene tres grandes entradas arqueadas, mientras que en el segundo piso hay tres ventanas simétricas. Una sencilla banda de piedra que corre a lo largo de la pared llega hasta la cuarta parte superior de las ventanas y rodea su arco, cumpliendo así el carácter de una especie de marcoy.